# Parafia św. Wojciecha w Cisowie
Parafia św. Wojciecha w Cisowie – parafia rzymskokatolicka, znajdująca się w diecezji kieleckiej, w dekanacie daleszyckim.